# プロレス検定DS
プロレス検定DS（プロレスけんていディーエス）は、2010年3月25日に、プレンティーから発売されたニンテンドーDS専用ゲームソフト。

## 概要
プロレスを題材とする検定試験を模したクイズゲームソフト。ベースボール・マガジン社の発行する雑誌『週刊プロレス』（週プロ）編集部監修のもとで作成された2500以上にも及ぶ問題の中から構成されたクイズで遊ぶことができる。
また、検定ソフトとしては初めて、クイズ中に実況音声が流れる仕様を搭載している（声の出演は、塩野潤二）。
タイトルロゴには、週プロが月刊誌『プロレス』時代の1974年1月号から2004年8月18日号までの題字に使用していた「プロレス」のロゴを使用している。

## 収録モード
- クイズモード
- 検定モード

プロレスに関連する検定を、全五段階の中から受けるモード。段階の内訳は、三級・準二級・二級・準一級・一級。
- 解説モード

クイズ・検定モードに出題された問題の正解・解説を見ることができる。
- 表紙カード

クイズの成績に応じて、週刊プロレスの創刊号（1983年8月9日号）から1000号までの表紙をカード化したものを閲覧することができる。
- オプション

ゲームの設定変更や保存データ（回答成績）の初期化、スタッフクレジットの閲覧ができる。
- 戦績

クイズ・検定モードの回答成績を見ることができる。
- ルール説明

ゲームモード各種のルール説明。
- 菊タローモード

一定の条件を満たした場合に遊ぶことができる、隠しモード。プロレスラー・菊タローの「超私的な問題」（公式サイトより）で構成されたクイズで遊ぶことができる。